# Port-de-Paix
Port-de-Paix est une commune d'Haïti, capitale du département du Nord-Ouest d'Haïti, et chef lieu de l'arrondissement de Port-de-Paix.

## Démographie
La commune compte 306 344 habitants au recensement par estimation de 2009, dont 299 580 pour la ville elle-même.

## Histoire

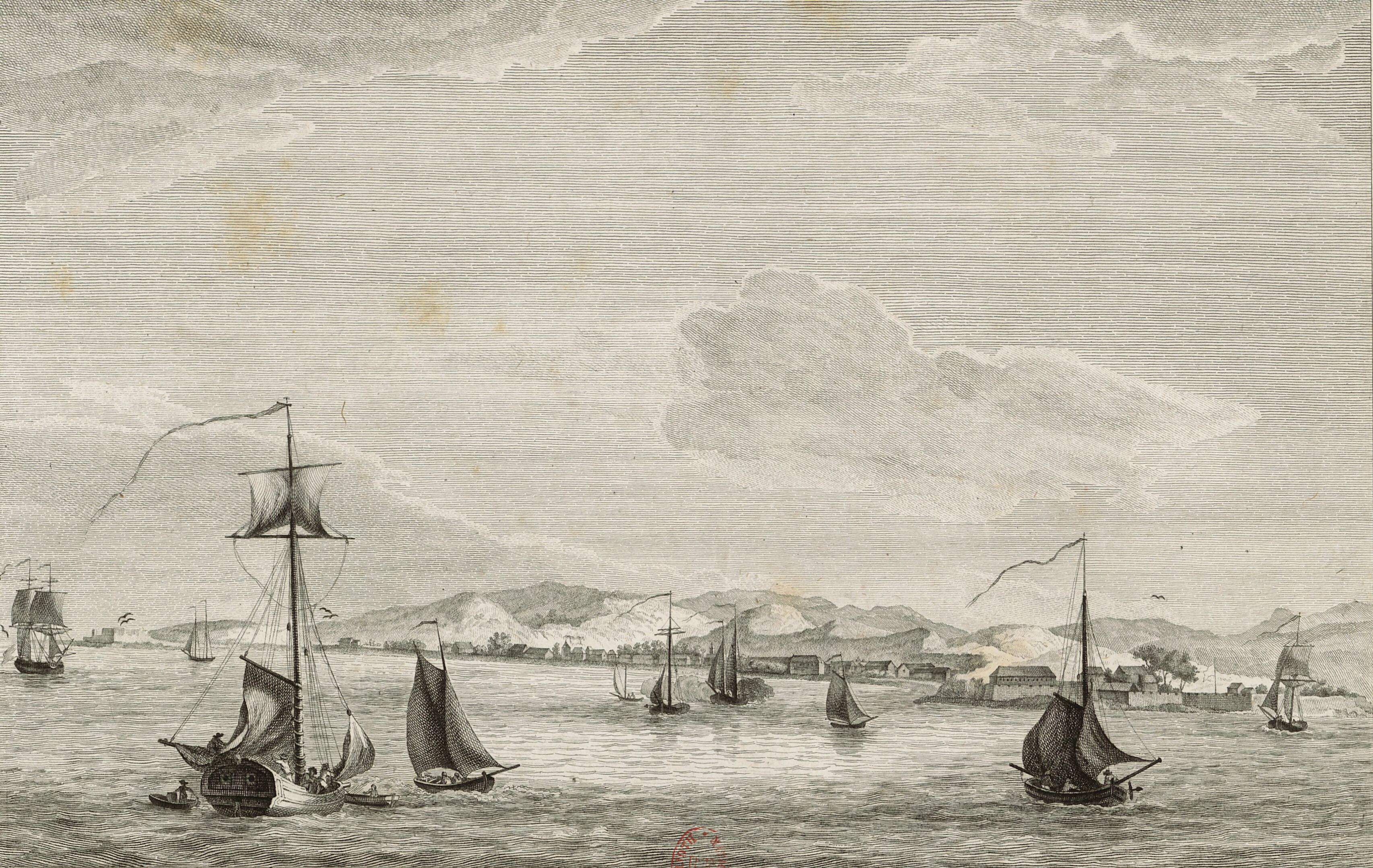
Vue de la ville du Port de Paix, dessin de Nicolas Ozanne et gravure de Nicolas Ponce, 1791.

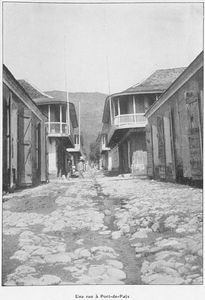
Vue de Port-de-Paix en 1910

Christophe Colomb dénomme les environs de Port-de-Paix « Valparaíso » (la Vallée de Paradis), et il reste toujours d'agréables plages et paysages.
À partir des années 1640, Port-de-Paix est, avec l'île de la Tortue, parmi les premiers points d'appui de la présence française dans la partie occidentale d'Hispaniola.
Après 1665, Bertrand d'Ogeron de la Bouëre, gouverneur de la Tortue, favorise le développement de Port-de-Paix en poussant des boucaniers et des flibustiers de l'île de la Tortue à se convertir en agriculteurs. Ce mouvement est renforcé par l'arrivée de centaines d’engagés (appelés des 36 mois, la durée de leur contrat), qu'Ogeron fait venir de France.
En 1685, Pierre-Paul Tarin de Cussy, gouverneur de Saint-Domingue, s'installe à Port-de-Paix qui devient le centre de gravité de la présence française sur l'île d'Hispaniola. Une cinquantaine de soldats français s'installent en 1688 à Port-de-Paix.
En juillet 1695, Port-de-Paix est attaqué et pillé par les Anglais, en représailles à l'expédition de la Jamaïque, menée en 1694 par Jean-Baptiste du Casse.

## Administration
La commune est composée en 2016 de 5 sections communales de :
- Baudin
- Aubert
- Paulin/Lacorne
- Mahotière
- Bas des Moustiques

## Personnalités liées à la ville
- Dug G, rappeur et entrepreneur
- Pikan, rappeur
- Websder Corneille, journaliste culturel